# Tobiáš Mouřenín z Litomyšle
Tobiáš Mouřenín z Litomyšle byl český dramatik, spisovatel, překladatel a tiskař protestantské orientace. Svá díla publikoval na začátku 17. století. Mají především mravoučný charakter.

## Život
O jeho původu není dost informací, předpokládá se, že pocházel z měšťanské vrstvy, že se narodil v Litomyšli a žil v Praze. Zde podle Zikmunda Wintera pracoval ve staroměstské tiskárně Buriana Valdy, v letech 1569–1587. Byl blízkým přítelem knihtiskaře Sixta Palmy Močidlanského, byl i svědkem u soudního procesu proti němu (Mouřenín měl dle obžaloby přeložit protikatolickou a proticísařskou knihu, kterou Močidlanský vytiskl). Po porážce českého stavovského povstání roku 1621 odešel do exilu v Bavorsku (snad do Řezna). Poté se z dějin ztrácí, naposledy je zmíněn ve sbírce protestantských písní, kterou sestavil Jiří Galli Chrudimský roku 1625.

## Dílo
Napsal několik textů s náboženskou a moralistickou tematikou, ale nejoceňovanější je jeho dramatická tvorba. Na prvním místě veršovaná dramatická skladba Věk člověka. Šlo o dosti volnou adaptaci německého textu Georga Wickrama (nebo Pamphiliuse Gengenbacha) Die zehen Alter. Hlavní figurou je Poustevník, který se nejprve hádá se „Světem“, neboli „krásnou paní“ (originální prvek, který se ve Wickramově předloze nevyskytuje), jestli člověk patří více Bohu nebo ďáblu. Pak Poustevník mluví s různými postavami, které symbolizují jednotlivé etapy lidského života (Dítě, Mládenec, Muž atd.). Snaží se je odvrátit od hříchu, ale marně. Litovat počne teprve devadesátiletý mrzák a zoufalství propadá stoletá kostra. Nakonec je lidská duše odevzdána Ďáblu. Text má 1604 veršů (zhruba o 600 víc než Wickramův). Mouřenín užil jedenáctislabičného verše.
Také další Mouřenínovo dramatické dílo, Historia kratochvilná o jednom selském pacholku… , mělo německou předlohu z pera Dietricha Albrechta, ovšem zatímco v ní pacholek na vandru vytrestá za pomoci kouzelných houslí proradného mnicha, Mouřenín mnicha nahradil židovským lichvářem. Knižní podoba hry byla dosti oblíbená, dočkala se dvanácti vydání.
Autor napsal též komedii pod názvem Vejstupný syn. Jde o variaci biblického tématu marnotratného syna. Předloha není známa, patrně jde o originální dílo. Hra je psána osmislabičným veršem. Komika je obhroublá a patrně šlo o hru k masopustním představením.
Mouřenín spolupracoval s Bartolomějem Paprockým z Hlohol a Paprocké Vůle, patrně společně přeložili z polštiny satirický dialog Vervas a Lupus Mikołaje Reje. Hrdina Lupus se v něm odmítá ženit a dokazuje hospodským kumpánům, že všechny typy žen jsou ničemné.
Měl napsat i vlastní příručku o hádání z ruky (chiromantii), ale nedochovala se. Ztratila se i jiná jeho díla, jež jsou známa jen ze soupisů zakázaných knih (Mouřenína Tobiáše Litomyšlského Zrcadlo dvou bohátčův. Rozmlouvání Smrti s jedním bezbožným a druhým pobožným boháčem; Smrt a život, jinak Srovnání života a smrti, v kterémž ve skrze pěkná podobenství smrt životu lidskému ukazuje).
Z jeho překladů patří k nejdůležitějším dílo Pranostiky hvězdářské k létu…1588 přestupnému Pavla Fabricia, Vincenze Portia Líčidlo krásné pannám a paním … užitečné (1594), Duchovní kuchařka, to jest Historia o jedné služebné děvečce (překlad anonymního německého díla v Česku vydaný roku 1595), Život a putování. O velikém s. Kristoforu Nikodema Frischlina (1601), Sedm kázání o životu věčném synův Božích Lucase Pollia (1604), Manuale aneb Otázky s modlitbami Martina Mollera (1608), Sumovní kronika velmi pěkná o silném Rohovém Sajfrídovi (1615). Většina těchto knih pochází z luteránského prostředí, výjimkou je kniha jezuity Georga Scherera Kázání radostné chvály a díkův činění z šťastného a udatného dobytí hlavní pevnosti Rábu (1598). Duchovní kuchařka byla hojně vydávána i v pobělohorské době.